# Посошков, Игорь Николаевич
Игорь Николаевич Посошков — советский военный деятель, генерал-майор, начальник Камышинского высшего военно-строительного командного училища (КВВСКУ) (1979—1988).

## Биография
Родился 23 марта 1932 года.
С 1950-х гг. служил на руководящих должностях в строительных войсках.
С 1967 г. преподаватель Камышинского военно-строительного технического училища (КВСТУ).
С 16 августа 1974 г. КВСТУ реорганизовано в высшее военно-учебное заведение — КВВСКУ.
С 1977 зам. начальника, с 1979 г. начальник училища. Генерал-майор-инженер (1981), генерал-майор (1984).
В 1988 году был отстранён от службы в Вооруженных силах в связи с достижением предельного возраста службы.
Умер 12 ноября 2018 года в Москве.